# بايجون 630
بايجون 630 هي سيارة عائلية صغيرة، وأول سيارة يتم تصنيعها بواسطة شركة بايجون الصينية. اطلقت السيارة في معرض شانغاى للمحركات في 2011, وتم طرحها في الأسواق للبيع في أغسطس 2011.
في أبريل 2014 تم تصنيع طراز 5 ابواب هاتش باك من السيارة تحت اسم بايجون 610.
في 2014 تم طرح السيارة للأسواق المصرية والجزائرية، والسيارة تم تسويقها تحت اسم شيفورلية اوبترا كتطوير لدايو لاستي (شيفورلية اوبترا J200).

## المحرك
تأتي السيارة بمحركين كما موجود بالجدول:
| السعة        | القدرة الحصانية | العزم       | عدد الاسطوانات |
| ------------ | --------------- | ----------- | -------------- |
| 1500 سم مكعب | 109 حصان        | 146 نيوتن.م | 4 اسطوانات     |
| 1800 سم مكعب | 141 حصان        | 177 نيوتن.م | 4 اسطوانات     |

و أيضاً السيارة يتم دمجها مع ناقل حركة 5 سرعات يدوي (مانيوال) أو 6 سرعات اوتوماتيكيه

## المواصفات
السيارة بها 2 وسادة هوائية امامية، مكابح (فرامل) مانعة للانغلاق، موزع المكابح (فرامل) الالكتروني، مقاعد جلد، زجاج كهربي، قفل مركزي للسيارة عن بعد، مكيف هواء، كمبيوتر رحلات، مشغل اسطوانات، حساسات ركن خلفية.

## معرض صور

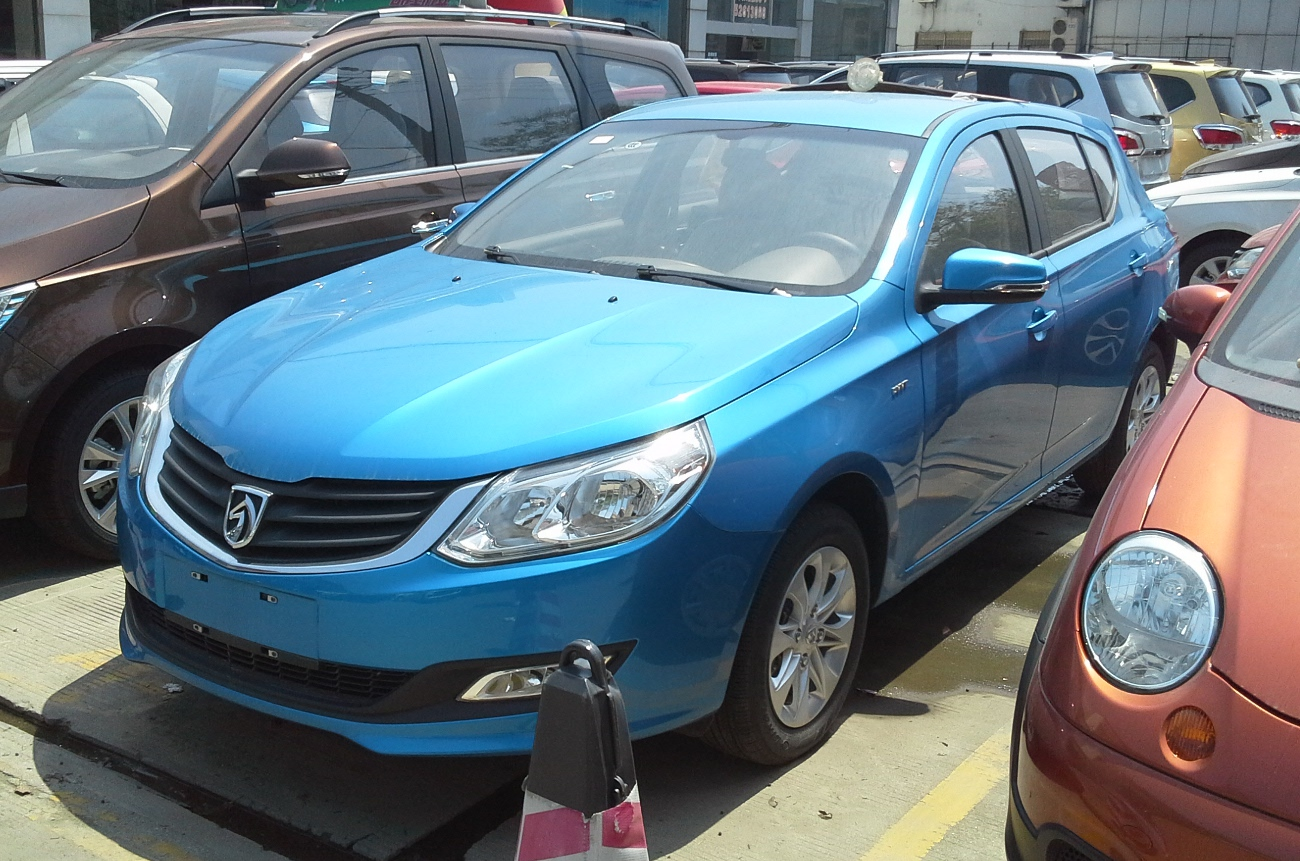
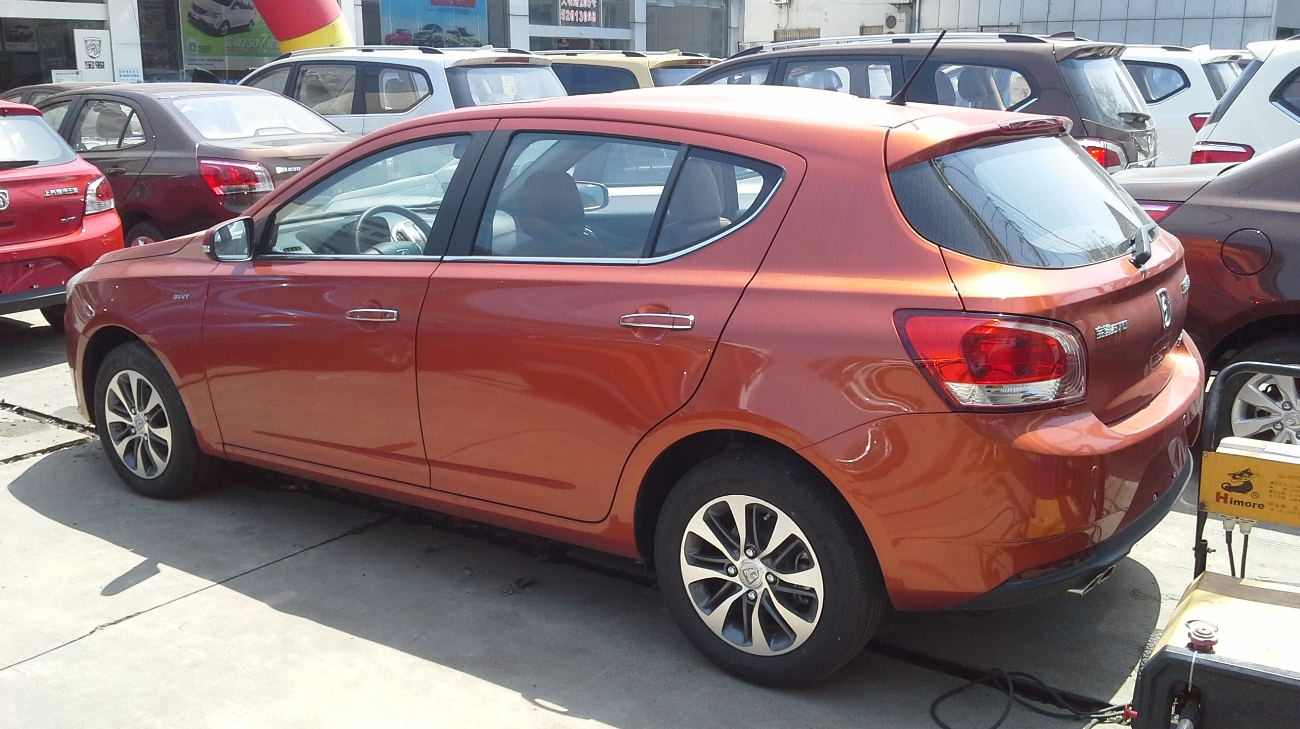
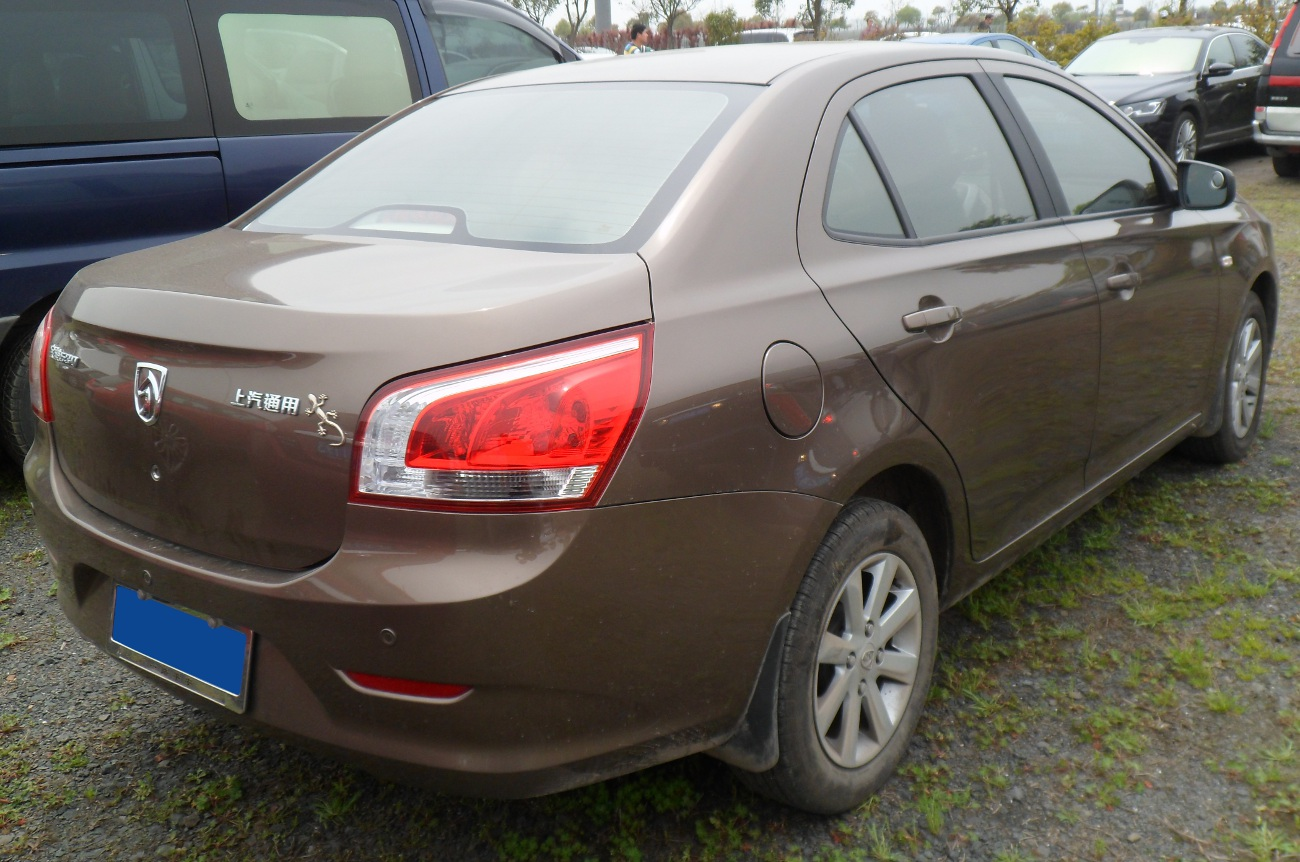

## وصلات خارجية
الموقع الرسمي